# تشكيل المجال المعكوس

تشكيل المجال المعكوس : يتم إحداث تيار كهربائي حلقي داخل بلازما أسطوانية، مما يولد مجالًا مغناطيسيًا متعدد الاتجاهات، معكوسًا بالنسبة إلى اتجاه المجال المغناطيسي المطبق من الخارج. تكون الحلقة المضغوطة الناتجة ذات محور متناظر وتبقى محصورة ذاتيًا.

تكوين المجال المعكوس (اختصارًا FRC) هو نوع من أجهزة البلازما التي تمت دراستها كوسيلة لإنتاج الاندماج النووي. تحصر البلازما في خطوط المجال المغناطيسي المغلقة دون اختراق مركزي. في تشكيل المجال المعكوس تكون البلازما في شكل طارة ثابتة ذاتيًا، تشبه حلقة دخان، التي يمكن أن يطلقها بعض المدخنين.
ترتبط تشكيلات المجال المنعكس ارتباطًا وثيقًا بجهاز اندماج مغناطيسي آخر مستقر ذاتيًا، وهو spheromak. كلاهما يعتبران جزءًا من فئة الحلقة المضغوطة لأجهزة الاندماج النووي. عادةً ما تحتوي تلك التشكيلا أو التكوينات على بلازما أكثر استطالة من "سفيروماك"، ولها الشكل العام للسجق المجوف بدلاً من الشكل الكروي لسفيروماك.
كانت تشكيلات المجال المعكوس مجالًا رئيسيًا للبحث في الستينيات والسبعينيات من القرن الماضي، ولكن واجهت مشاكل في التوسع إلى منتجات الاندماج الثلاثية العملية. عاد الاهتمام بها ثانيا في التسعينيات، وحتى عام 2019 حظيت بمكانة نشطة في البحث العلمي.

## التاريخ
لوحظ مجال مغناطيسي خلفي معكوس لأول مرة في المختبرات في أواخر الخمسينيات من القرن الماضي، أثناء تجارب ثيتا.
كانت الدراسات الأولى في مختبر أبحاث البحرية الأمريكية (NRL) في الستينيات، حيث تم جمع بيانات كثيرة تبلغ أكثر من 600 بحث علمي منشور. تم إجراء جميع البحوث تقريبًا أثناء مشروع شيروود في مختبر لوس ألاموس الوطني (LANL) من 1975 إلى 1990، وخلال 18 عامًا في مختبر فيزياء البلازما ريدموند بجامعة واشنطن، مع التجربة الكبيرة ( LSX ).
أجريت الأبحاث اللاحقة في مختبر أبحاث القوات الجوية (AFRL)، ومعهد التكنولوجيا الاندماجية (FTI) بجامعة ويسكونسن ماديسون، ومختبر برينستون لفيزياء البلازما، وجامعة كاليفورنيا، إيرفين.
تدرس بعض الشركات الخاصة الآن استخدام تشكيل المجال المعكوس لتوليد الكهرباء، بما في ذلك شركات General Fusion و TAE Technologies و Helion Energy.
كان الجهاز Electrodeless Lorentz Force Thruster (ELF) الذي طورته MSNW محاولة لتصميم جهاز دفع فضائي. فكان الجهاز ELF مرشحًا في برنامج الدفع الكهربائي المتقدم NextSTEP التابع لناسا، جنبًا إلى جنب مع X-3 Nested-Channel Hall Thruster و VASIMR قبل حل MSNW.

## التطبيقات
التطبيق الأساسي لتوليد الطاقة الاندماجية.
يُنظر أيضًا إلى FRC لاستكشاف الفضاء السحيق، ليس فقط كمصدر محتمل للطاقة النووية، ولكن كوسيلة لتسريع وقود الدفع إلى مستويات عالية من الدافع الخاص (I sp ) لسفن الفضاء التي تعمل بالطاقة الكهربائية والصواريخ التي تعمل بالاندماج، ترعى الاهتمام الكبير من ناسا.

## مقارنات
يكون إنتاج قوة الاندماج عن طريق حصر البلازما بالمجالات المغناطيسية أكثر فاعلية إذا كانت خطوط المجال لا تخترق الأسطح الصلبة ولكنها تقترب من نفسها في دوائر أو أسطح حلقية. تقوم تخطيطات حصر البلازما الرئيسية في آلات توكاماك وستيلاراتور بهذا في غرفة تفاعل حلقية، والتي تتيح قدرًا كبيرًا من التحكم في التكوين المغناطيسي، ولكنها تتطلب بنية معقدة للغاية. يوفر التكوين المعكوس للحقل بديلاً من حيث أن خطوط الحقل المغناطيسي مغلقة مما يوفر حصرًا جيدًا، وفي نفس الوقت الغرفة أسطوانية، مما يسمح ببناء الأجهزة المساعدة وإدخال البلازما والصيانة أبسط وأسهل.
تُعرف التكوينات المعكوسة المجال و spheromaks معًا باسم الحلقات المدمجة. تختلف Spheromaks و تشكيل المجال المعكوس في أن سفيروماك يحتوي على مجال حلقي إضافي. يمكن أن يعمل هذا المجال الحلقي في نفس الاتجاه أو الاتجاه المعاكس مثل البلازما الدوارة. في السفيروماك تكون قوة المجال المغناطيسي الحلقي مماثلة لتلك الموجودة في المجال البوليويدي . على النقيض من ذلك، يحتوي تشكيل المجال المعكوس على القليل من مكونات المجال الحلقي أو أحيان تكون منعدمة، ويقتصر فقط على المجال البولويدال poloidal. يعني عدم وجود مجال حلقي أن الآلة FRC ليس لديها حلزونية مغناطيسية وأنها يتتوي على نسبة بيتا عالية. يجعل بيتا المرتفع FRC جذابًا كمفاعل اندماج ومناسب تمامًا للوقود لا يعتمد على النيوترونات بسبب انخفاض المجال المغناطيسي المطلوب. آلات سفيروماك لها β ≈ 0.1 بينما يحتوي تكوين المجال المعكوس النموذجي على β ≈ 1.

## التشكيل
في تجارب FRC الحديثة، يمكن تحفيز تيار البلازما الذي يعكس المجال المغناطيسي بعدة طرق.
عندما يتم تكوين تشكيل الحقل المعكوس باستخدام طريقة ثيتا (أو المجال الكهربائي الحثي )، ينتج الملف الأسطواني أولاً مجالًا مغناطيسيًا محوريًا. ويتم تأين الغاز أولا، والذي "ينحصر " مجال التحيز من وجهة نظر مغناطيسية هيدروديناميكية، وفي النهاية يتم عكس الحقل المحوري، ومن ثم "تكوين المجال المعكوس". وعند النهايات، تحدث إعادة الاتصال بين مجال التحيز والحقل الرئيسي، مما ينتج عنه خطوط الحقل المغلقة. يتم رفع المجال الرئيسي بشكل أكبر، مما يؤدي إلى ضغط وتسخين البلازما مع توفير مجال للفراغ بين البلازما والجدار.
من المعروف أن الحزم المحايدة تحرك التيار في التوكاماك عن طريق الحقن المباشر للجسيمات المشحونة. يمكن أيضًا تشكيل المجالالات المعكوسة واستدامتها، وتسخينها عن طريق تطبيق حزم جسيمات محايدة. في مثل هذه التجارب، على النحو الوارد أعلاه، ينتج ملف أسطواني مجالًا مغناطيسيًا محوريًا موحدًا ويتم إدخال الغاز وتأينه، مما يؤدي إلى تكوين بلازما خلفية. ثم يتم حقن الجسيمات المحايدة عالية السرعة في البلازما. إنها تتأين وتشكل الجسيمات الأثقل المشحونة بشحنة موجبة حلقة التيار التي تعكس المجال المغناطيسي.
Spheromaks هي تكوينات تشبه FRC مع مجال مغناطيسي حلقي محدود. تم تشكيل FRCs من خلال دمج spheromaks من المجال الحلقي المعاكس وإلغاء.
كما تم استخدام الحقول المغناطيسية الدوارة لقيادة التيار. في مثل هذه التجارب، على النحو الوارد أعلاه، يتأين الغاز وينتج مجال مغناطيسي محوري. يتم إنتاج مجال مغناطيسي دوار بواسطة ملفات مغناطيسية خارجية متعامدة على محور الآلة، ويتم تدوير اتجاه هذا المجال حول المحور. عندما يكون تردد الدوران بين الأيونات والترددات الجيروسكوبية للإلكترون، تدور الإلكترونات في البلازما مع المجال المغناطيسي ("تُسحب")، وتنتج تيارًا وتعكس المجال المغناطيسي. في الآونة الأخيرة، تم استخدام ما يسمى بالمجالات المغناطيسية الدوارة بالتكافؤ الفردي للحفاظ على الهيكل المغلق لـ FRC.

## مدارات جسيم واحد

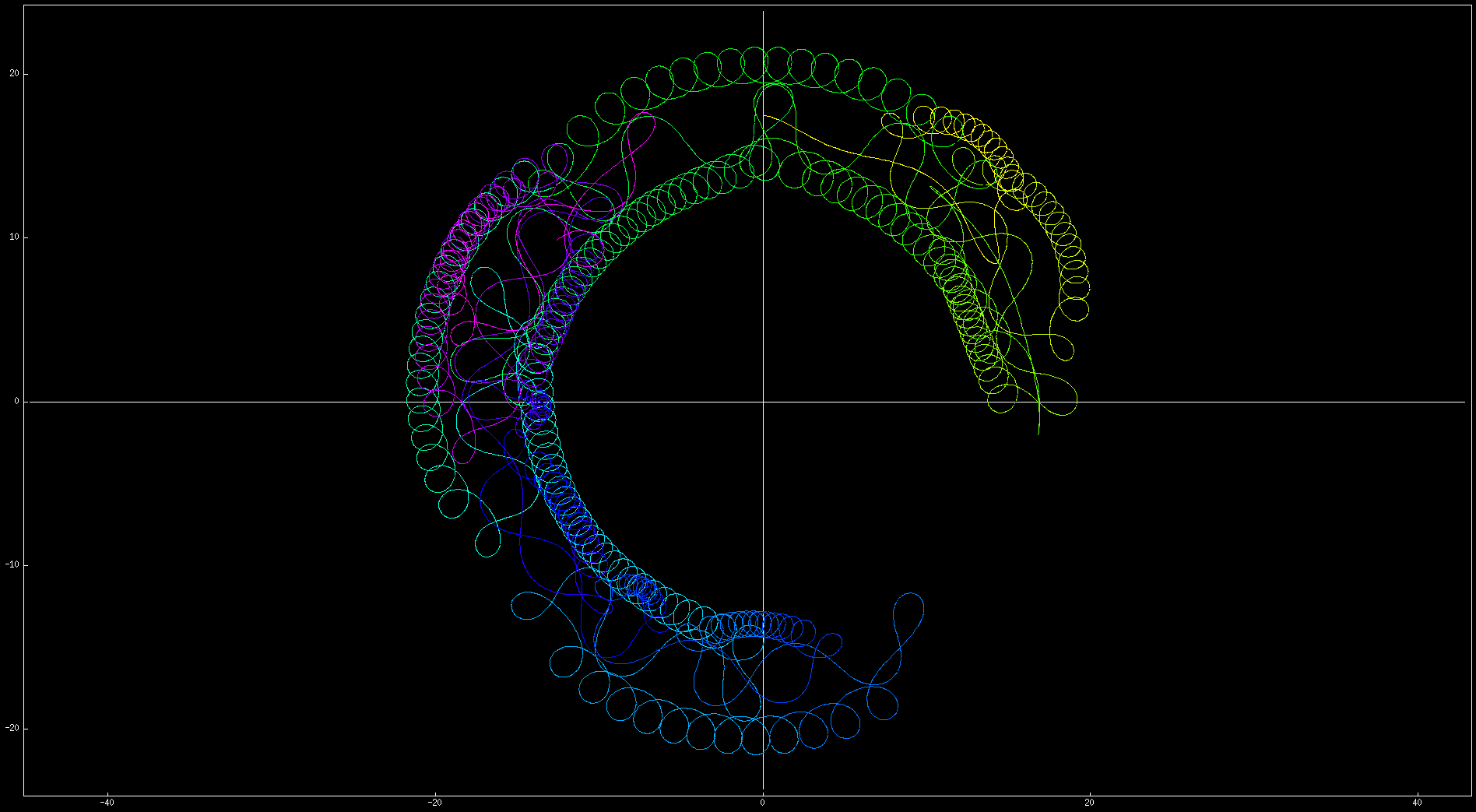
مسار جسيم FRC الذي يبدأ فيه الجسيم بحركة السيكلوترون داخل فراغ، والانتقال إلى حركة بيتاترون، وينتهي كحركة السيكلوترون خارج الفراغ. هذه الحركة في المستوى الأوسط للجهاز. الملفات توجد أعلى وأسفل الشكل.

تحتوي FRCs على ميزة مهمة وغير شائعة: "فارغة مغناطيسية"، أو خط دائري حيث المجال المغناطيسي هو صفر. هذا هو الحال بالضرورة، حيث يشير الحقل المغناطيسي داخل العدم إلى اتجاه واحد وخارج العدم يشير المجال المغناطيسي إلى الاتجاه المعاكس. الجسيمات البعيدة عن المسار الفارغ تدور حول مدارات السيكلوترون كما هو الحال في هندسة الاندماج المغناطيسي الأخرى. الجسيمات التي تعبر العدم، لا تتبع السيكلوترون أو المدارات الدائرية ولكن بيتاترون أو مدارات تشبه الشكل الثامن، حيث يغير انحناء المدار اتجاهه عندما يعبر الصفر المغناطيسي.
نظرًا لأن مدارات الجسيم ليست السيكلوترون، فإن نماذج سلوك البلازما القائمة على حركة السيكلوترون مثل الديناميكا المائية المغناطيسية (MHD) غير قابلة للتطبيق في المنطقة المحيطة بالصفر. حجم هذه المنطقة مرتبط بالمعامل s، أو نسبة المسافة بين الصفر والفصل، ونصف القطر الدوراني للأيون الحراري. في أشكال s العالية، لا تعبر معظم الجسيمات الوضع الصفري وهذا التأثير ضعيف جدا. عندما تكون s صغيرة، أي نحو s ~ 2، يسود هذا التأثير ويقال أن FRC "حركي" بدلاً من "MHD".

## استقرار البلازما
في المعلمة s المنخفضة، تتبع معظم الأيونات داخل FRC مدارات بيتاترون كبيرة (يبلغ متوسط gyroradius حوالي نصف حجم البلازما) وهي نموذجية في فيزياء المسرعات بدلاً من فيزياء البلازما. هذه الجيروراديوس مستقرة للغاية لأن البلازما لا تهيمن عليها جسيمات الجيروراديوس الصغيرة المعتادة مثل التوازن الديناميكي الحراري أو البلازما غير الحرارية. لم يتم وصف سلوكها من خلال الديناميكا المائية الكلاسيكية، وبالتالي لا توجد موجات ألفين وتقريبا لا توجد عدم استقرار في MHD على الرغم من تنبؤاتها النظرية ،[بحاجة لمصدر] ويتجنب "النقل الشاذ" النموذجي، أي العمليات التي يحدث فيها فقد زائد للجسيمات أو الطاقة.
اعتبارًا من 2000, تمت دراسة بعض ظواهر عدم الاستقرار:
- أوضاع الإمالة وتغيير الهيئة. يمكن التخفيف من حالات عدم الاستقرار هذه إما عن طريق تضمين موصل استقرار سلبي، أو عن طريق تكوين بلازما مفلطحة للغاية (أي بلازما ممدودة جدًا)،[32] أو عن طريق إنشاء حقل حلقي متولد ذاتيًا.[31] تم أيضًا تثبيت وضع الإمالة في تجارب FRC عن طريق زيادة أيون gyroradii.[33]
- عدم الاستقرار المغناطيسي. يتسبب هذا الوضع في حدوث تشويه إهليلجي دوار لحدود البلازما، ويمكن أن يدمر FRC عندما تتلامس البلازما المشوهة مع جدار غرفة الحبس.[34] تتضمن طرق التثبيت الناجحة استخدام مجال استقرار رباعي القطب،[35][36] وتأثيرات المجال المغناطيسي الدوار (RMF).[37][38]

## دفع مركبة فضائية
تم النظر في أجهزة تكوين المجالات المعكوسة لدفع المركبات الفضائية. بواسطة طي زاوية جدران الجهاز للخارج، يمكن تسريع البلازمويد في الاتجاه المحوري وخارجه من الجهاز، مما يؤدي إلى توليد قوة دفع مناسبة للصاروخ.

## أنظر أيضًا
- صاروخ اندماجي
- توكاماك DIII-D
- طارة برينستون الكبيرة